# Oberea nigrolineatipennis
Oberea nigrolineatipennis är en skalbaggsart som beskrevs av Stefan von Breuning 1970. Oberea nigrolineatipennis ingår i släktet Oberea och familjen långhorningar. Inga underarter finns listade i Catalogue of Life.